# Мегаваті Сукарнопутрі
Діа Пермата Мегаваті Сетіаваті Сукарнопутрі (індонез. Diah Permata Megawati Setiawati Soekarnoputri; 23 січня 1947) — п'ятий президент Індонезії з 23 липня 2001 по 20 жовтня 2004. Перша жінка-президент Індонезії. Перший президент Індонезії, яка народилася після здобуття країною незалежності.
У 2004 журнал «Форбс» поставив Мегаваті Сукарнопутрі на восьме місце в списку найвпливовіших жінок світу.

## Життєпис
Народилася 23 січня 1947. Її матір'ю була однією з дев'яти дружин Сукарно, першого президента Індонезії, що оголосив про незалежність країни в 1945. Мегаваті була другою дитиною Сукарно і першою його дочкою. У дитинстві жила в палаці батька. Їй було 19 років, коли її батько був усунений від влади.
В юності двічі намагалася здобути вищу освіту (в області сільського господарства і філософії), однак обидва рази не закінчила університет.
До нинішнього шлюбу була одружена двічі. Перший чоловік загинув в авіакатастрофі, шлюб з другим розпався незабаром після весілля. У 1973 році одружилась втретє, має трьох дітей.

## Політична кар'єра
У 1987 стала членом Демократичної партії Індонезії (ДПІ).
В кінці 1993 на позачерговому з'їзді ДПІ була обрана головою партії.
У червні 1996 зміщена з посади.
У травні 1998 після відходу Сухарто з поста президента створила і очолила альтернативну ДПІ партію під назвою Демократична партія Індонезії (боротьбистів).
У 1999-2001 віце-президент, а в 2001-2004 — президент Індонезії. Зайняла пост Президента країни після відсторонення від влади попереднього президента, Абдуррахмана Вахіда. Балотувалася на наступний термін, проте програла у другому турі виборів Сусіло Бамбанг Юдойоно.
Почесний доктор МДІМО.